# Southern Cross (403の曲)
Southern Cross（サザンクロス）は、403の曲である。

## 概要
2003年頃、当時高校3年生であったメンバーの403が受験勉強シーズンの中で作った「応援ソング」である。
2000年代前半にFlashアニメーションがネット文化の一つとして隆盛を極める中、2004年にみ〜やの制作した「Nightmare City」がネットユーザーの間で大きな反響を呼び話題となった。Southern CrossはこのアニメのBGMとして使用され、その反響を受けて広く知られるようになり403の代表曲に定着した。
また、ニンテンドーDSiウェア「うごくメモ帳」で人気となっていた「棒人間バトル動画」のBGMにも使われていたことでも有名である。
2011年5月8日、東日本大震災での困難に立ち向かう応援歌としてリメイク版が公開され、2020年9月26日に活動20周年記念動画としてリテイク版が公開された。
2025年8月6日に日本マクドナルドがXにおいて『サムライマックをめぐる熱いバトル』と題し、本曲と東方Projectの楽曲U.N.オーエンは彼女なのか?を用いた動画を公開し話題となった。